# Ideue Asako
Ideue Asako (井手上 麻子, sinh ngày 5 tháng 5 năm 1987) là một cầu thủ bóng đá nữ người Nhật Bản.

## Đội tuyển bóng đá nữ quốc gia Nhật Bản
Ideue Asako thi đấu cho đội tuyển bóng đá nữ quốc gia Nhật Bản từ năm 2010.

## Thống kê sự nghiệp
| Nhật Bản  | Nhật Bản | Nhật Bản |
| Năm       | Trận     | Bàn      |
| --------- | -------- | -------- |
| 2010      | 1        | 0        |
| Tổng cộng | 1        | 0        |